# Adams County (Wisconsin)
Adams County je okres ve státě Wisconsin v USA. K roku 2010 zde žilo 20 875 obyvatel. Správním městem okresu je Friendship. Celková rozloha okresu činí 1 783 km².

## Sousední okresy
| Růžice kompasu | Wood County   |                          | Portage County                     | Růžice kompasu |
| Růžice kompasu | Juneau County | Sever                    | Waushara County a Marquette County | Růžice kompasu |
| Růžice kompasu | Juneau County | Adams County (Wisconsin) | Waushara County a Marquette County | Růžice kompasu |
| Růžice kompasu | Juneau County | Jih                      | Waushara County a Marquette County | Růžice kompasu |
| Růžice kompasu | Sauk County   |                          | Columbia County                    | Růžice kompasu |